# Biblioteca Națională a Poloniei
Biblioteca Națională a Poloniei (în poloneză Biblioteka Narodowa) este biblioteca centrală poloneză, aflată în mod direct la Ministerul Culturii și Patrimoniului Național al Republicii Polone.
Biblioteca colectează cărți, jurnale, publicații electronice și audiovizuale publicate pe teritoriul Poloniei, precum și Polonica publicate în străinătate. Este cea mai importantă bibliotecă de cercetare în domeniul umanităților, arhiva principală a scrierii poloneze și centrul de stat al informațiilor bibliografice despre cărți. De asemenea, joacă un rol semnificativ ca centru de cercetare și este un centru metodologic important pentru alte biblioteci poloneze.
Biblioteca Națională primește o copie a fiecărei cărți publicate în Polonia ca biblioteca depozitară. Biblioteca Jagielloniană este cealaltă bibliotecă din Polonia cu statut de bibliotecă națională.
Deține un exemplar al Evangheliarului de la Voroneț, realizat la inițiativa mitropolitului Anastasie Crimca (1614).

## Legături externe
- National Library website
- Polona—National Digital Library Arhivat în 14 iunie 2013, la Wayback Machine.
- A Commonwealth of Diverse Cultures (an exhibition carried out by the National Library) Arhivat în 24 iunie 2011, la Wayback Machine.